# Perdiu caranegra
La perdiu caranegra (Alectoris philbyi) és una espècie d'ocell de la família dels fasiànids (Phasianidae) que habita deserts rocallosos del sud-oest d'Aràbia Saudí i l'oest del Iemen.
 Tot i que és considerada com no vulnerable, el seu hàbitat al Iemen va empitjorar-se per la situació política inestable i l'augment de la caça furtiva, fet que no és un bon auguri per a la seva supervivència.